# Пиццикато

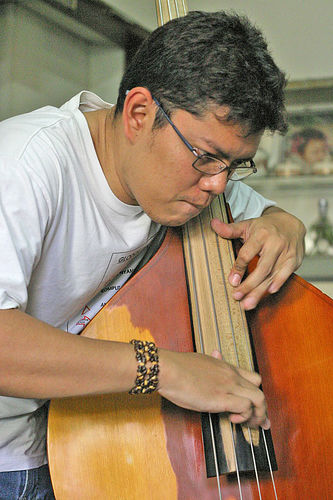
Игра на контрабасе техникой пиццикато

Пиццика́то (итал. pizzicato, от pizzicare — щипать) — приём игры на смычковых инструментах, когда звук извлекается не смычком, как обычно, а щипком струны, отчего становится более глухим, тихим и коротким по продолжительности. Начало игры этим приёмом в нотах сокращённо обозначается «pizz.», окончание — «arco» (с итал. — смычок) или «coll’arco» (смычком). Также «пиццикато» называют инструментальную пьесу, полностью или большей частью исполняемую этой техникой.

## История
Одним из первых композиторов, предписавших применение этого приёма в оркестровой игре, был Клаудио Монтеверди в (театрализованном) мадригале «Битва Танкреда и Клоринды» (1624). Вплоть до эпохи классицизма тем не менее пиццикато применялось достаточно редко, хотя в ариях из ораторий и медленных частях оркестровых сочинений И. С. Баха оно встречается.
В балете «Дон Жуан» Глюка один из номеров целиком исполняется пиццикато, что является первым известным случаем применения этого приёма для исполнения целого сочинения.
Активно применять пиццикато в своих симфониях начал Йозеф Гайдн, а Моцарт использовал его в операх: так, в «Свадьбе Фигаро» под аккомпанемент пиццикато у виолончелей, имитирующих звучание гитары, звучит романс Керубино.
В XIX веке пиццикато вошло в практику сольного исполнительства (со времён Паганини), а в оркестровой музыке приобрело статус особой окраски звука. В Пятой и Седьмой симфониях Л. ван Бетховена пиццикато придаёт звучанию драматизм. С другой стороны, легко и непринуждённо звучат полностью исполняемые пиццикато третья часть Четвёртой симфонии П. И. Чайковского, полька из балета Л. Делиба «Сильвия», Полька-пиццикато Иог. Штрауса-сына и Йоз. Штрауса, вторая часть (Playful Pizzicato) «Простой симфонии» Б. Бриттена.
Развитие исполнительской техники в XX веке привело к появлению новых приёмов игры на струнных инструментах: защипывание струны ногтём, пиццикато у подставки, пиццикато в сочетании с глиссандо и др.
В джазе и кантри музыке пиццикато является основным приёмом игры на контрабасе.

## Техника исполнения

### Обычное пиццикато
Пиццикато исполняется обычно указательным пальцем правой руки, при этом остальными пальцами музыкант держит смычок, так как нередко сразу же после исполнения пиццикато композитор требует возвращения к обычному способу звукоизвлечения (в нотах это возвращение отмечается как «arco» или «coll’arco»). Если же в нотах предусмотрено достаточно длительное время играть пиццикато, и при этом у музыканта есть некоторое количество времени в виде паузы, смычок откладывается (на пюпитр), а играющий может распоряжаться всеми пальцами правой руки, что позволяет исполнять достаточно сложные ритмические формулы.
Иногда композитор требует исполнения пиццикато целых аккордов, в таком случае используется большой палец правой руки, которым музыкант резко проводит по струнам (как правило, от нижней к верхней), получая двух-, трёх- или четырёхзвучное созвучие.

### Пиццикато левой рукой
Пиццикато левой рукой — виртуозный приём, введённый в практику Н. Паганини. При его исполнении защипывание струны происходит с помощью одного из пальцев левой руки, при этом другой палец (обычно указательный) прижимает струну в необходимом месте. Этот приём сходен с нисходящим легато при игре на гитаре.
В некоторых сочинениях XX века (например, в скрипичном Концерте А. Берга) предусмотрена комбинация из игры смычком и пиццикато левой рукой.

### Пиццикато Бартока

Нотация пиццикато Бартока

Особенно энергичное пиццикато, при котором струна ударяется о гриф, называется пиццикато Бартока — по имени Белы Бартока, неоднократно использовавшего этот приём в своих сочинениях, например, в IV части Четвёртого струнного квартета (1928).
Первый известный образец такого пиццикато — в «Битве» (1673) Г.И.Ф. Бибера. В начале XX века его использовал Г. Малер (Седьмая симфония, III часть, такт 401).
В популярной музыке (особенно в стиле фанк) по звуковому эффекту к пиццикато Бартока близок гитарный приём слэпа (удар фалангой большого пальца по струне), см. также теппинг.

### «Пиццикато» на гитаре
В исполнительской практике классических гитаристов название «пиццикато» часто относят к приёму, когда ребро ладони правой руки кладётся на струны у подставки, таким образом слегка приглушая звучание струн и делая его похожим на настоящее пиццикато у смычковых инструментов. А в общем случае пиццикато бывает как sul ponticello (у подставки), так и sul tasto (у обечайки), когда эффект еще больше усиливается (например, как в произведениях Мануэля Понсе).
Родоначальником использования пиццикато на гитаре был Франсиско Таррега, а вершины в нашем настоящем понимании гитары были достигнуты
Андресом Сеговия. Многие современные композиторы используют этот прием, чтобы как-то оттенить или подчеркнуть конкретный момент или часть гитарного материала.